# Das Traumschiff: Indian Summer
Das Traumschiff: Indian Summer ist ein deutscher Fernsehfilm unter der Regie von Stefan Bartmann, der am 1. Januar 2010 im ZDF seine Premiere hatte. Es ist die 62. Folge der Fernsehreihe Das Traumschiff.

## Handlung
Die Reise geht nach Neuengland und  Kanada, das Gebiet, das für den Indian Summer bekannt ist, der sich dort spektakulär präsentiert. Unter den Gästen befindet sich auch Roland Wagner, ein ehemaliger Spitzensportler im Iron Man, der nach einem Fahrradunfall querschnittgelähmt ist. Er tritt die Reise in Begleitung seiner Freundin Caro an. Wagner hat sich von seiner Behinderung nicht unterkriegen lassen und unternimmt zusammen mit Caro, einer Fotografin, weiterhin waghalsige Touren. 
Im Laufe der Reise kommt es bei seinem Versuch, als erster Rollstuhlfahrer Mount Desert Island zu umrunden, zu einem Zwischenfall, der tragisch hätte enden können. Roland entschließt sich, Caro weiszumachen, dass ihre Beziehung eher unverbindlich sei, weil er der jungen Frau keine Zukunft mit einem Behinderten zumuten will. Durch Kapitän Paulsen, der sein Patenonkel ist, und Inka, besinnt er sich etwas später aber und macht Caro einen Heiratsantrag, den sie aber ablehnt. Erst am Ende der Reise gewinnt er die junge Frau zurück, nachdem er ihr klarmachen konnte, dass er wirklich gewillt ist, sein Leben zu ändern und mit ihr eine Familie zu gründen.
Unter den Gästen befindet sich auch Irmgard Altmann mit ihrem Sohn Thomas. Sie will ihren 65. Geburtstag auf dem Schiff feiern. Ihr jüngerer Sohn Klaus hat als Schiffszimmermann auf der Deutschland angeheuert. Die Familie besitzt ein Sägewerk im Schwarzwald. Zwischen den Brüdern gab es in der Vergangenheit immer wieder Streit, was sich auf dem Schiff gleich fortsetzt. Klaus ist der Meinung, dass der inzwischen verstorbene Vater den älteren Bruder ihm stets vorgezogen hätte. Der Landausflug wird von Thomas dazu genutzt, mit der Ewing Company Holzverhandlungen zu führen, wobei auch ein Flug über einen Teil der nordamerikanischen Wälder ansteht. Am Ziel liefern sich die Brüder wieder einen Wettstreit, diesmal, wer einen Baum schneller fällen kann. Thomas haut sich die Axt ins Bein und verdankt es nur des Bruders schnellem  Eingreifen, dass Schlimmeres verhindert wird. Klaus wird stutzig, als er erfährt, dass Thomas eine sehr seltene Blutgruppe hat. 
Wieder zurück auf dem Schiff, will Klaus von seiner Mutter wissen, wer sein Vater sei. Er hat seine Blutgruppe von Dr. Schröder bestimmen lassen. Danach können er und Thomas nicht denselben Vater haben. Seine Mutter will seine Fragen nicht beantworten. Als er auf der Geburtstagsfeier der Mutter erneut die Wahrheit über seinen Vater wissen will, erfährt er zu seinem großen Erstaunen, dass nicht er, sondern sein Bruder einen anderen Vater hatte. Es handelt sich um einen Freund von Klaus Vater, der seinerzeit bei einem Motorradunfall ums Leben kam. Er hatte sich um die Frau seines Freundes und das Kind gekümmert und daraus wurde Liebe. Die Brüder sprechen sich endlich aus und wollen das Sägewerk in Zukunft gemeinsam führen.
Ein weiterer Gast an Bord ist Jakob Paulsens Schwester Ellen Barner, über deren überraschenden Besuch sich der Kapitän besonders freut. Zwischen Ellen und dem Schiffsarzt Dr. Horst Schröder entwickelt sich schnell eine enge Bindung. Am Schluss der Reise gestehen sie sich in anrührender Weise ihre gegenseitige Liebe. Das heißt für den Schiffsarzt Dr. Schröder, dass er seinen Dienst auf der Deutschland beenden wird.
Die Schiffshostess Beatrice und Kapitän Paulsen, die sich die prachtvollen Villen im Kolonialstil auf Martha’s Vineyard anschauen wollen, treffen sich zufällig vor einer der Villen gerade in dem Moment, als der Schauspieler Larry Hagman aus der Haustür tritt. Er will die Villa verkaufen und sowohl Paulsen als auch Beatrice zeigen Interesse an dem wunderschönen Anwesen. Hagman bittet sie hinein und meint, dass das höhere Gebot den Zuschlag bekomme. Am Ende jedoch wird nichts daraus. In seiner Abschiedsrede beim Captains Diner sagt der Kapitän, dass die Aufmerksamkeit seiner Schwester ab jetzt einem Mann gelte, dessen Liebe sie errungen habe, „unserem Dr. Schröder“. Er schließt mit den Worten: „So danken wir dem Schicksal, das immer wieder neu und überraschend seine Karten mischt.“

## Hintergrund
Als Indian Summer wird eine trockene und warme Wetterperiode auf dem nordamerikanischen Kontinent im späten Herbst bezeichnet. Es kommt dabei zu einer besonders intensiven Blattverfärbung in den Laub- und Mischwäldern vor einem strahlend blauen Himmel. Der Indian Summer umfasst besonders das Gebiet Neuenglands, das Ohio-Tal und die Region der Großen Seen, den Mittleren Westen der USA, den nördlichen Teil der Great Plains und Kanadas.
Mount Desert Island ist die größte Insel im Nordosten der USA, gelegen im Bundesstaat Maine. Die Gesamtfläche beträgt rund 280 km², sie ist 24 km lang und 13 km breit und nach Long Island die zweitgrößte Insel vor der Ostküste der Vereinigten Staaten.
Martha’s Vineyard ist eine Insel im US-Bundesstaat Massachusetts und als Ferienort bekannt. Da viele prominente Persönlichkeiten und Angehörige der amerikanischen Oberschicht dort Villen haben, hat die Insel den Ruf eines Nobel-Ferienortes.

## Quote und DVD
Diese Folge des Traumschiffs hatte bei ihrer Erstausstrahlung am 1. Januar 2010 9,81 Millionen Zuschauer, was einem Marktanteil von 25,8 % entspricht.
Die Folge Das Traumschiff: Indian Summer ist mit 5 weiteren Folgen auf DVD, Das Traumschiff – Box 8, erschienen. Die weiteren Reisen gehen in die Emirate, nach Panama, nach Bora Bora, nach Kambodscha und nach Bali. Herausgeber Universum Film GmbH.